# Bursellia
Genre
Bursellia est un genre d'araignées aranéomorphes de la famille des Linyphiidae.

## Distribution
Les espèces de ce genre se rencontrent en Afrique subsaharienne.

## Liste des espèces
Selon World Spider Catalog (version 16.5, 31/07/2015) :
- Bursellia cameroonensis Bosmans & Jocqué, 1983
- Bursellia comata Holm, 1962
- Bursellia gibbicervix (Denis, 1962)
- Bursellia glabra Holm, 1962
- Bursellia holmi Bosmans, 1977
- Bursellia paghi Jocqué & Scharff, 1986
- Bursellia setifera (Denis, 1962)
- Bursellia unicornis Bosmans, 1988

## Publication originale
- Holm, 1962 : The spider fauna of the East African mountains. Part I: Fam. Erigonidae. Zoologiska Bidrag Från Uppsala, vol. 35, p. 19-204.